# Розенберг, Марк Борисович
Марк Борисович Розенберг (р. 1939, Москва, СССР) — советский архитектор и книжный график. Кандидат архитектуры (1980).

## Биография
Марк Борисович Розенберг родился в Москве, в еврейской семье. Окончил Московский архитектурный институт (МАРХИ) в 1963. Лауреат премии на Всемирной архитектурной Биенале в Софии (1985) за оформление книжной серии «Мир архитектуры».

## Избранные работы
- Премированные конкурсные проекты клубов для села (1966)
- Два премированных конкурсных проекта Дворца пионеров (1967)
- Премированный конкурсный проект Дворца Советов в Волгограде (1968)
- Комплекс коммунальных предприятий в Геленджике (1972) — диплом Союза архитекторов
- Промышленно-коммунальная зона в Тобольске (1990)